# Амвросий Беърд
Амвросий - е висш православен духовник с титлата Метонски митрополит (Църква на истинно-православните християни на Гърция (Синод на Хрисостом).

## Биография
Роден е със светското име Адриан Беърд в Лондон през 1949 г. и произхожда от стар аристократичен род. Завършил е Уинчестърския колеж, най-древния във Великобритания. След това изучава История на изкуството в Лондонския Университет, където продължава следдипломната си специализация, работейки там едновременно като преподавател и библиотекар. Владеещ добре класическите езици, той с интерес чете творенията на светите Отци в оригинал. Двадесетгодишен, при едно свое пътуване до Света гора, той отблизо се запознава със светата Православна вяра и монашеския живот и наскоро след това приема православно кръщение. През 1973 г. той се отправя към манастира "Свв. Киприан и Иустина" край Атина.
"Истинският живот започна за мен преди 20 години, с постъпването ми в монастира - разказва епископ Амвросий в своето първо епископско слово. Онова, което е било преди постъпването ми в обителта, може би има някакъв исторически смисъл, но не представлява интерес. Впрочем, когато през 1973 г., на 24- годишна възраст, постъпих в монастирското братство, то наброяваше седем души, начело с високопреподобния архимандрит Киприан. С носталгия си спомням за тези дни, както може би, и другите братя. Тогава в монастира цареше пълно безмълвие, имахме тясна връзка с духовния ни старец и водехме един по-суров живот, без електричество и отопление."
На 8/21 януари 1993 г. той е призван към ново служение на Св. Църква. В монастира "Свв. Киприан и Иустина" архимандрит Амвросий получава архиерейска хиротония, в която участвува и българският новопосветен тогава Триадицки епископ Фотий.